# Loundraw
loundraw（1994年12月2日—）是一名日本的插畫家兼漫畫家、小說家、作詞家、動畫師。出生於日本福井縣，大學畢業於九州大學藝術工學部，畫風以具透明感與空氣感聞名。

## 經歷
- 2009年首次以loundraw筆名開始於Pixiv上投稿作品。
- 曾爲《我想吃掉你的胰臟》等小說繪製插畫，亦是《青空與陰天》等漫畫的作畫者。
- 於2017年9月5日-17日期間於渋谷GALLERY LE DECO舉辦個人畫展《寫給黎明前的妳》（夜明けより前の君へ）[2]，
- 參與樂團CHRONICLE[3]和三月的Phantasia，跨足多領域的創作。
- 2019年1月12日創立工作室〈FLAT STUDIO〉[4]。

## 作品

### 小說
- 《模仿與極彩度的灰》（2019年2月28日 ISBN 978-4048660013）　（KADOKAWA）

### 小說插畫
- 《輕飄飄少女從天而降》 / 入間人間
- 《我的小規模自殺》 / 入間人間
- 《記憶使者》 / 織守きょうや
- 《致 十年後的你》 / 天澤夏月
- 《我想吃掉你的胰臟》 / 住野夜
- 《又做了，相同的夢》 / 住野夜
- 《妳在月夜裡閃耀光輝》 / 佐野徹夜
- 《直到夢醒為止》 / 原作，小說作者：三秋縋
- 《為這個世界獻上i》 / 佐野徹夜
- 《等待彩虹的女孩》 / 逸木裕
- 《妳在月夜裡閃耀光輝 散篇》 / 佐野徹夜
- 《無法計算的青春》 / 佐野徹夜
- 《透過機器人與你相戀》 / 山田悠介
- 《余命10年》 / 小坂流加
- 《Vivy prototype》 / 長月達平、梅原英司

### 個人插畫集
- 《寫給黎明前的妳 featuring 妳在月夜裡閃耀光輝》

### 漫畫
- 《青空與陰天》 / 原作：三秋縋

### 音樂
- 《アノニマス》 / さユり , YAMAHA / MV美術
- 《幻実》 / 花澤香菜 / 作詞
- 《シークレットハート》 / 三月的Phantasia , SONY MUSIC / MV插畫
- 《君のいる場所》 / CHRONICLE , SONY MUSIC / 作詞、原案；MV監督、腳本、角色原案、角色設計
- 《宇宙》 / CHRONICLE , SONY MUSIC / 作詞

### 動畫
- 《月色真美》 / 岸誠二、Feel. / 角色原案、主視覺、BD/DVD主視覺
- 劇場版動畫《直到夢醒之前》（夢が覚めるまで）預告篇 / FLAT STUDIO[註 1]，腳本、構成、角色設定、原畫、動畫、背景、攝影
- LINE Novel企劃意象CM《未來想像記》 / ストレートエッジ、FLAT STUDIO / 監督、腳本、角色設計、演出、總作畫監督、美術、原畫
- 動畫PV《透過機器人與你相戀》 / A-1 Pictures×THE SxPLAY×loundraw，原作：山田優介 / 角色設計
- 《Vivy -Fluorite Eye's Song-》 / 江崎慎平、WIT STUDIO / 角色原案
- 劇場版動畫《夏日幽靈》 / FLAT STUDIO / 原案、導演
- 劇場版動畫《喬瑟與虎與魚群動畫版》 / 田村耕太郎、BONES / 概念設計
- ふたり分の證明

### 聲優出演
- 《未來想像記》 （龍太郎）

## 外部連結
- loundraw的X（前Twitter）（日語）
- Loundraw的Tumblr（日語）
- Loundraw的pixiv（日語）
- FLAT STUDIO （页面存档备份，存于）
- 【自主制作】「劇場版アニメ『夢が覚めるまで』予告編」 （页面存档备份，存于）
- LINEノベル イメージムービー「未来想像記」フルバージョン （页面存档备份，存于）